# Bodilis
Bodilis é uma comuna francesa na região administrativa da Bretanha, no departamento Finisterra. Estende-se por uma área de 20,03 km². Em 2010 a comuna tinha 1 662 habitantes (densidade: 83 hab./km²).